# Hyundai Heavy Industries
Hyundai Heavy Industries Co., Ltd. (HHI) is een bedrijf uit Zuid-Korea. Het is de grootste scheepsbouwer ter wereld met 15% van de markt en vormt met Samsung Heavy Industries en Hanwha Ocean, het voormalige Daewoo Shipbuilding & Marine Engineering, de Zuid-Koreaanse grote drie.
Tot 2002 was het een onderdeel van Hyundai, maar is sindsdien onderdeel van de zelfstandige Hyundai Heavy Industries Group met onder meer Hyundai Samho Heavy Industries en Hyundai Mipo Dockyard. In 2019 werd Korea Shipbuilding & Offshore Engineering opgericht en hier zijn de drie scheepswerven in ondergebracht. HD Hyundai is met een belang van 35% in KSOE grootaandeelhouder.

## Producten
HHI is een grote scheepswerf en maakt tankers, bulkcarriers, containerschepen, gas- en chemicaliëntankers. Een bekend schip dat door Hyundai is gebouwd is o.a. de ijzerertscarrier Berge Stahl, met zijn 364.768 ton een van 's-werelds grootste bulk carriers. Het bedrijf maakt ook scheepsmotoren, offshore olie- en gasboorplatformen, en onderzeese leidingen.

## Geschiedenis
Chung Ju-yung, de oprichter van de Hyundai Group, richtte in 1957 een bouwbedrijf op. Begin jaren zeventig besloot hij zich ook te richten op de scheepsbouw al had hij hier geen ervaring hiermee. Het bedrijf ging officieel van start op 23 maart 1972 en werd met de aanleg van de scheepswerf in Ulsan aangevangen. De eerste opdracht was voor twee olietankers die allebei twee jaar later werden opgeleverd. In 1986 leverde het de grootste ertscarrier ter wereld op, de Berge Stahl. In 1994 volgde de eerste lng-tanker. In februari 2002 werd het een aparte onderneming door middel van een spin-off van de Hyundai Group. In hetzelfde jaar leverde de werf het duizendste schip af en in 2015 bereikte de teller een stand van 2000 afgeleverde schepen.
Op 1 februari 2019 werd bekend dat HHI, via een aandelenruil, Daewoo Shipbuilding & Marine Engineering (DSME) wil overnemen. Staatsbank Korea Development Bank (KDB) zal zijn belang van 55,7% in DSME aan HHI verkopen. KDB zal een klein aandelenbelang (ca. 7%) nemen in het nieuwe combinatiebedrijf en wordt na Hyundai Heavy Industries Holdings de grootste aandeelhouder. Als de transactie wordt goedgekeurd dan ontstaat 's werelds grootste scheepsbouwbedrijf. Op 1 juni 2019 stemden de aandeelhouder van HHI in met de transactie. In januari 2022 heeft de Europese Commissie (EC) geen toestemming verleend voor de fusie. Volgens de EC domineren de twee samen de markt voor de bouw van lng-tankers en dit is ongewenst.  